# 直嶋正行
直嶋 正行（1945年10月23日—）出生于大阪府池田市，是日本政治家，三次當選為参议院議員，亦是第6任经济产业大臣。

## 履历

### 早年生活
直嶋出身于日本大阪府池田市。父亲早亡，从定时制高中考入神户大学，1971年毕业于神户大学经营学部。同年进入丰田汽车销售（现丰田汽车）工作。加入工会，1980年专制与全丰田工会联合会。1982年就任全丰田劳联组织局局长，1991年被选为全日本自动车产业工会联合会副会长。

### 国会议员时期
1992年通过全日本自动车工会联合会的推荐，作为民社党的参议院比例选区的候选人，当选参议院。
1994年，加入新进党。新进党解散后，1998年1月，加入由有旧民社党议员结成的新党友爱。同年4月新党友爱和民主党合并，直嶋同样参加了合并后的民主党。任职过党参议院政策审查会长、参议院国会对策委员长、参议院干事长。
2005年9月前原诚司被选为党首，随后在内阁中担任官房副长官，并代理担任党政策调查会长。
2007年7月16日出任同党的对策調查會長。這是日本歷史上第一次由參議院擔任此職位。2009年5月，鳩山由紀夫出任黨首後，直嶋依然留任。2009年8月，因作為下一任的防衛大臣淺尾慶一郎的離當，直嶋兼任下一任的防衛大臣。
在2009年的眾議院選舉中，作為民主黨當時的政策調查會長，他於民主黨的執政宣言的草定，有着極深的關係。

### 經濟產業大臣
2009年直嶋出任鳩山內閣的經濟產業大臣。提出了「為了達成亞洲整體所得倍增的目標日本願意提供技術」的方針。
2009年11月因為洩漏了作為閣僚間的機密GDP速報值而道歉。
2010年7月11日参议院改选中，再次当选；9月17日卸下經濟產業大臣一職。

## 外部連結
- 參議院議員　直嶋正行 （页面存档备份，存于）（日語）